# Stizolobium
Stizolobium là một chi thực vật có hoa trong họ Đậu.